# Амфілохій (Леонтович)
Єпископ Амфілохій Леонтович (нар. 1729, Говтва — пом. 1798) — український релігійний діяч доби Гетьманщини, архімандрит Київського Межигірського та Пустинно-Миколаївського монастирів. Єпископ Відомства православного сповідання Російської імперії, єпископ Переяславський і Бориспільський. Вікарій Київської митрополії.

## Біографія
Син сотника Говтвянської сотні. Навчався в Києво-Могилянській академії, по закінченні якої працював у Миргородській полковій та генеральній військовій канцеляріях.
У 17-річному віці таємно втік із дому й подався до Києва, щоб розпочати чернече життя.
1750 став ченцем Київського Михайлівського монастиря, звідти переведений до Троїце-Сергієвої лаври, а згодом відправлений на Московщину — до Тверського архієрейського дому різничим. 1761 призначений скарбником Троїцької лаври. В 1769 повернувся в Україну і призначений ігуменом Київського Кирилівського монастиря, звідти переведений до Полтавського Хрестоздвиженського монастиря.
З відкриттям Слов'янської єпархії (1776) і призначенням до Полтави нової адміністрації знову переведений на чужину до Ростовського Спасо-Яковлівського монастиря з уведенням у сан архімандрита. З 1787 знову повертається і отримує посаду настоятеля Києво-Межигірського і Пустинно-Миколаївського монастирів.
27 червня 1795 хіротонізований на єпископа Переяславського і Бориспільського, вікарія Київської митрополії. За Амфілохія всі лівобережні церкви Київської єпархії перейшли під управління Переяславського єпископа із заснуванням при ньому особливої консисторії. Таким чином, Переяславська єпархія досягла того становища, в якому перебувала усе ХІХ століття. Заповів Переяславу 6500 рублів на вічні часи з тим, щоб відсотки з капіталу розподілялися між вдовами й сиротами міських священнослужителів, бідними вихованцями семінарії та йшли на сплату міських повинностей.